# Énergie du Mali
Pour les articles homonymes, voir EDM.
 (août 2024).
Énergie du Mali (EDM) est la compagnie malienne chargée de la production, du transport et de la distribution d'électricité au Mali. Elle possède une agence para-étatique consacrée à la production d'électricité, nommée Énergie du Mali. Le siège d'EDM se trouve dans la capitale Bamako, au Square Patrice-Lumumba.

## Historique
Énergie du Mali est une société d'État créée le 14 octobre 1960 par un consortium composé du jeune État malien (55 %), d'AFC « CCCE » (39 %) et d'Électricité de France (6 %) en remplacement de la SAFELEC (Société africaine d'électricité, société privée). Le capital initial est de 50 millions de francs Mali. En 1967, la première centrale hydroélectrique située à Sotuba est mise en service puis en 1980 commence la production d'électricité au barrage hydroélectrique de Sélingué. En juillet 2000, EDF se retire du capital ouvrant la voie à la privatisation de l'entreprise.
EDM a été privatisée le 20 décembre 2000 auprès de Industrial Promotion Services (IPS West Africa), filiale de l'Aga Khan Development Network, (à hauteur de 21 %), du Ministère des mines, de l'énergie, et des ressources en eau (40 %), et de SAUR International filiale du groupe Bouygues (39 %). Le premier groupe de la centrale de Manantali est mise en service en septembre 2001. SAUR se désengage d'EDM en 2005 et vend ses parts à IPS qui monte à 34 % et au Ministère de l'énergie qui passe à 66 % entraînant de facto une renationalisation de la compagnie qui garde le statut de Société anonyme d'économie mixte.
Le 1er janvier 2011, la société sépare ses activités eau et électricité[réf. nécessaire].
En janvier 2024, EDM annonce avoir une dette d'environ 600 milliards de francs CFA. Elle est impliquée dans plusieurs polémiques,. Ainsi plusieurs cadres de la société sont inculpés par la Cour suprême pour « atteinte aux biens publics » dans une affaire de malversations présumées.
En juin 2024, le gouvernement malien lance en partenariat avec la Chine, à Safo, la construction d'une centrale solaire de 100 MWp,.

## Production et distribution

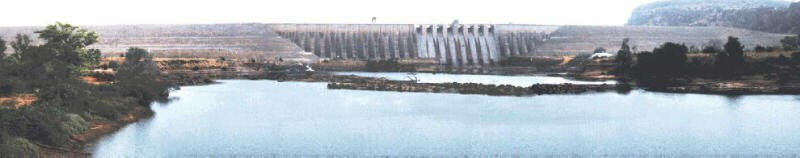
Le barrage hydroélectrique de Manantali.

La production électrique au Mali est principalement réalisée par le barrage hydroélectrique de Manantali et le barrage hydroélectrique de Sélingué. EDM a produit 720,8 GWh d'électricité distribuée sur 3 900 km de lignes constituant le réseau interconnecté en 2004 et 882,5 GWh en 2006 sur les sites de :
- Centrale hydroélectrique de Manantali : 104,0 MW de puissance installée et de 380,7 GWh (soit 43,1 %) de production en 2006 (cette centrale n'est pas gérée par EDM, mais par SOGEM)
- Centrale hydroélectrique de Sélingué : 46,2 MW de puissance installée et 247,4 GWh (soit 28,0 %)  de production en 2006
- Centrale thermique de Darsalam : 39,1 MW de puissance installée et 18,3 GWh (soit 2,0 %) de production en 2006
- Centrale thermique de Balingué : 32,7 MW de puissance installée et 118,2 GWh (soit 13,4 %)  de production en 2006
- Centrale de location Aggreko à Nouakchott en Mauritanie : 13,0 MW de puissance installée et 83,0 GWh (soit 9,4 %) de production en 2006
- Centrale hydroélectrique de Sotuba : 5,7 MW de puissance installée et 34,5 GWh (soit 3,9 %) de production en 2006
- Centrale hydroélectrique de Félou : 0,7 MW de puissance installée et 0,2 GWh (soit 0,02 %) de production en 2006  (cette centrale n'est pas gérée par EDM, mais par SOGEM)

En plus de la production du réseau interconnecté, EDM possède sur dix-neuf sites isolés de l'est et du sud du pays (dont Niafunké, Djenné, Mopti, Bandiagara, Tombouctou, Gao...) des centrales d'une capacité totale de près de 50 MW en 2008. En 2004, EDM fournit de l'électricité auprès de 154 000 clients répartis dans 35 villes et de l'eau pour 91 700 clients répartis dans 16 villes.
Par ailleurs EDM produit 62 millions de mètres cubes d'eau grâce à son réseau de 2 660 km de tuyaux.